# Lorenzo Palomo
Lorenzo Palomo, nome completo Lorenzo Martínez Palomo (Ciudad Real, 10 marzo 1938 – Madrid, 13 aprile 2024), è stato un direttore d'orchestra, compositore e pianista spagnolo.

## Biografia
Lorenzo Palomo nacque il 10 marzo 1938 a Ciudad Real, dove suo padre era di stanza durante la guerra civile spagnola, ma in seguito la famiglia si spostò a Córdoba.
Palomo studiò al Conservatorio di Córdoba e al Conservatorio Superiore di Musica di Barcellona. Si formò in composizione con Joaquín Zamacois e in pianoforte con Sofía Puche de Mendlewicz.
Fu direttore dell'Orchestra di Valencia dal 1973 al 1976 e pianista e direttore presso la Deutsche Oper Berlin dal 1981 al 2004.
Compose pezzi per chitarra, balletti, musica vocale e da camera. Le registrazioni delle sue composizioni furono pubblicate da Naxos.
Lorenzo Palomo morì a Madrid il 13 aprile 2024 all'età di 86 anni.